# Grundschuld
Die Grundschuld ist nach deutschem Sachenrecht das dingliche Recht, aus einem Grundstück oder einem grundstücksgleichen Recht (beispielsweise einem Wohnungseigentum oder einem Erbbaurecht) die Zahlung eines bestimmten Geldbetrages zu fordern. Sie ähnelt der Hypothek, ist aber im Gegensatz zu dieser nicht an eine bestimmte Forderung gebunden.

## Allgemeines
Die Grundschuld gehört zu den Grundpfandrechten und ist in den §§ 1191 ff. im 3. Buch „Sachenrecht“ des Bürgerlichen Gesetzbuchs (BGB) geregelt. Die Regelungen zur Grundschuld wurden zuletzt durch das Gesetz zur Begrenzung der mit Finanzinvestitionen verbundenen Risiken am 19. August 2008 geändert. Auf die Grundschuld finden die Regelungen zur Hypothek (insbesondere zur Bestellung und Übertragung) gemäß § 1192 BGB entsprechende Anwendung, mit Ausnahme der Regelungen, denen die Abhängigkeit (Akzessorietät) der Hypothek zur Forderung zugrunde liegt. Im Gegensatz zur Hypothek ist die Grundschuld unabhängig von einer eventuellen zugrunde liegenden Forderung, sie ist daher ein nicht-akzessorisches Recht. Eine Verknüpfung erfolgt typischerweise in einem begleitenden schuldrechtlichen Sicherungsvertrag, der den Gläubiger in der Verwertung auf den Sicherungszweck einschränken soll.
Mit der Grundschuld wird gemäß § 1191 BGB ein Grundstück in der Weise belastet, dass dieses Grundstück für die Zahlung einer bestimmten Geldsumme haftet. Nach § 1191, § 1192 Abs. 1 BGB in Verbindung mit § 1120 BGB und in Verbindung mit §§ 94 ff. BGB können aber ausnahmsweise auch bewegliche Sachen mit einer Grundschuld belastet sein, wenn sie Zubehör darstellen.
Die Grundschuld wird als dingliches Recht an einem Grundstück in Abteilung III des Grundbuchs eingetragen. Sie gewährt dem Gläubiger gemäß § 1147 BGB einen Anspruch auf „Duldung der Zwangsvollstreckung“ gegen den Schuldner. Der Anspruch entsteht nach der Kündigung der Grundschuld (§ 1193 BGB). Die Verwertung des Grundstücks erfolgt dann durch öffentliche Zwangsversteigerung § 15 ff. ZVG oder Zwangsverwaltung gemäß § 146 ff. ZVG.

## Geschichte
Das römische Recht kannte lediglich die Hypothek. Erst Joachim Heinrich Campe nahm die Grundschuld 1807 in sein Wörterbuch als „neu gebildet“ auf. Das Prinzip der „abstrakten Hypothek“ verbreitete sich durch die „Mecklenburgische Hypothekenordnung für Landgüter“ vom Oktober 1848, es folgte im März 1868 das „Hypothekengesetz für Neuvorpommern und Rügen“. Dessen Regelung übernahm bereits der Vorentwurf von 1868 für das „Preußische Gesetz über den Eigentumserwerb und die dingliche Belastung der Grundstücke“ vom Mai 1872, wo von einer schuldgrundunabhängigen Hypothek als „Grundverschuldensform“ die Rede war. Die Grundschuld als neuartiges Grundpfandrecht konnte sich jedoch zunächst nicht durchsetzen, sodass sie Heinrich Dernburg 1891 als gescheitertes Experiment bezeichnete.
Trotz dieser Kritik fand die Grundschuld Aufnahme in das BGB, nachdem der für das Sachenrecht zuständige Redaktor Reinhold Johow 1888 ihre Berechtigung in den Anforderungen der Praxis nach einfachen Rechtsformen, Austauschbarkeit und Vielgestaltigkeit des Zwecks hervorhob. Danach konnte gemäß § 1135 BGB-E ein Grundstück in der Weise belastet werden, „dass eine bestimmte Person (Grundschuldgläubiger) berechtigt ist, zu verlangen, dass für sie eine bestimmte Geldsumme aus dem Grundstücke im Wege der Zwangsverwaltung und der Zwangsversteigerung beigetrieben werde (Grundschuld)“. In den Motiven zum BGB wird verdeutlicht, dass sich die Grundschuld von der Hypothek nur dadurch unterscheidet, dass sie nicht von einer Forderung abhängig ist. Die Motive gingen weitsichtig davon aus, dass der Entwicklungsgang des Hypothekenrechts „die Verdrängung der Hypothek durch die Grundschuld zu verlangen“ scheine.
Diese Verdrängung ließ aber auf sich warten, denn noch 1957 wurde in Julius von Staudingers BGB-Kommentar geschrieben, dass sich die bei der Beratung des BGB gehegte Erwartung nur teilweise erfüllt habe. Erst Mitte der 1960er Jahre ging die Bankpraxis verstärkt dazu über, Grundschulden zu bevorzugen. Die Ursachen der Verdrängung der Hypothek durch die Grundschuld liegen darin, dass die nicht-akzessorische Grundschuld aus der Sicht der Kreditinstitute – die ihre Interessen regelmäßig durchsetzen können – einfacher zu handhaben ist. Denn ein Austausch der gesicherten Forderung ist bei der Grundschuld durch bloße Änderung des Sicherungsvertrages möglich, ebenso eine Neuvalutierung. Heute machen Grundschulden 80 %, Hypotheken lediglich 20 % der Grundpfandrechte aus. Die Verdrängung hat dazu geführt, dass die Rechtsprechung sich veranlasst sah, die für den Verbraucher bestehende Gefahr (die im Abstraktionsprinzip und in der fehlenden Akzessorietät der Grundschuld liegt) dadurch auszugleichen, dass sie im Wege der Konstruktion eines Sicherungsvertrags und dessen Auslegung bestimmte Schutzmechanismen verlangte. Durch das Risikobegrenzungsgesetz vom August 2008 hat die Sicherungsgrundschuld nunmehr auch eine gesetzliche Form angenommen, denn in § 1192 Abs. 1a BGB, § 1193 Abs. 2 Satz 2 BGB ist die „Grundschuld zur Sicherung eines Anspruchs“ erwähnt.

## Grundschuldbestellung
Eine Grundschuldbestellung ist die Zustimmung des Eigentümers eines Grundstücks zu der Belastung seines Grundstücks (z. B. als Kreditsicherheit für Kredite) mit einer Grundschuld. Die komplexen Regelungen zur Grundschuldbestellung sind in einem Vordruck, der so genannten Grundschuldbestellungsurkunde, enthalten. Sie ist ein Sicherungsvertrag, der eine Allgemeine Geschäftsbedingung darstellt und deshalb der gerichtlichen Inhaltskontrolle von Haftungsklauseln unterliegt (§ 305 ff. BGB). Die Grundschuldbestellung umfasst sowohl die materiell-rechtlichen Erfordernisse (§ 873 BGB) als auch die formell-rechtlichen Aspekte, nämlich den Antrag auf Eintragung der Grundschuld in das Grundbuch und die Bewilligung des Grundstückseigentümers. Die Grundschuldbestellung ist entweder notariell zu beurkunden oder öffentlich beglaubigt dem zuständigen Amtsgericht (Grundbuchamt) vorzulegen. Eine Beurkundung ist erforderlich, wenn sich der Grundstückseigentümer in der Urkunde vorab der sofortigen Zwangsvollstreckung unterwirft (§ 794 Abs. 1 Nr. 5 ZPO).

## Einzelfragen zur Grundschuld

### Buch- und Briefgrundschuld
Es gibt zwei Arten der Grundschuld:

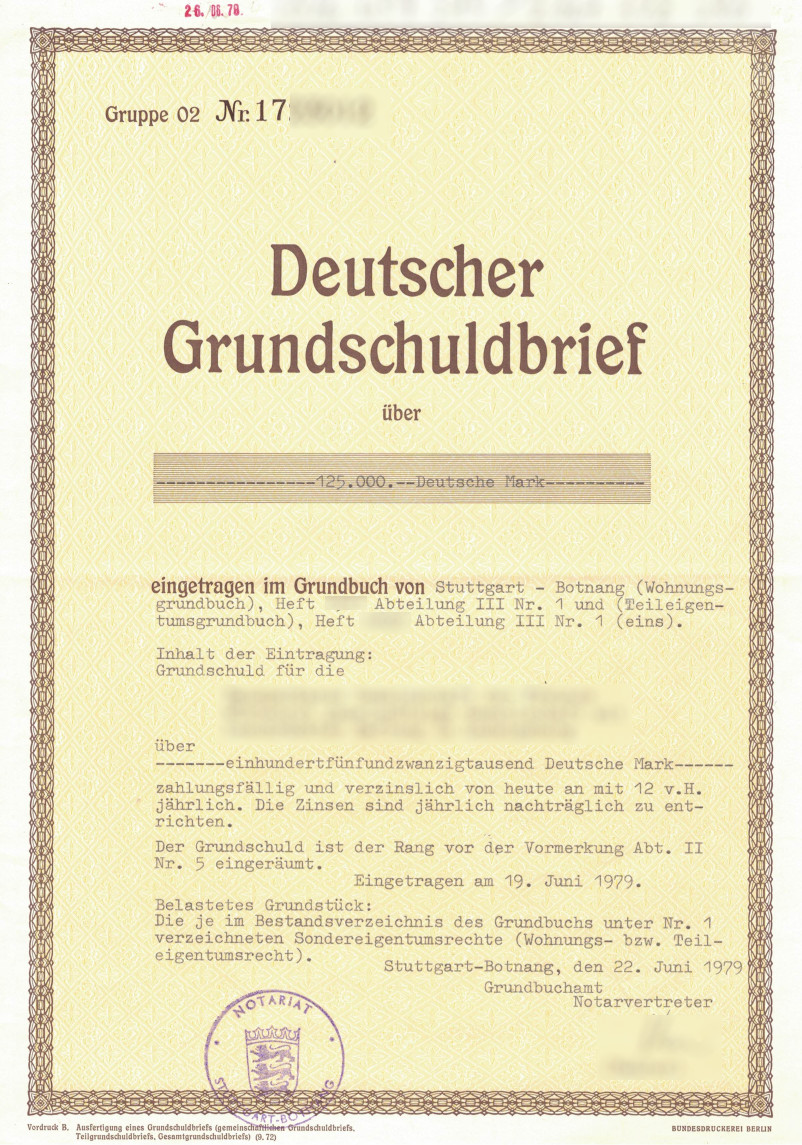
Grundschuldbrief (Vordruck 1972)

1. Buchgrundschuld: Sie ist in Abteilung III des Grundbuches eingetragen mit dem Vermerk "ohne Brief".
2. Briefgrundschuld: Es wird zusätzlich zum Eintrag in Abteilung III vom Grundbuchamt – auf einem Formular der Bundesdruckerei – ein Grundschuldbrief ausgestellt.

Der Briefausschluss ist im Grundbuch einzutragen ("ohne Brief"), d. h., eine Grundschuld ist grundsätzlich eine Briefgrundschuld, es sei denn, der Briefausschluss ist eingetragen – dann handelt es sich um eine Buchgrundschuld (§§ 1192 Abs. 1, § 1116 Abs. 1, Abs. 2 BGB).
Der Grundschuldbrief ist ein Wertpapier; er verkörpert im Rechtsverkehr die Grundschuld. Während für die Übertragung einer Buchgrundschuld auf einen anderen Gläubiger im Regelfall die Eintragung im Grundbuch erforderlich ist, reichen bei einer Briefgrundschuld ein Abtretungsvertrag und die Übergabe des Briefes aus. Die Briefgrundschuld lässt also aus dem Grundbuch nicht immer erkennen, wer der Gläubiger ist; die Gläubigerstellung kann sich außerhalb des Grundbuchs geändert haben. Die Abtretung einer Briefgrundschuld kann privatschriftlich oder aber in notariell beglaubigter Form erfolgen. Nachteil der privatschriftlichen Abtretung ist die fehlende Vollzugsfähigkeit im Grundbuch.

### Unabhängigkeit zur Forderung
Im Gegensatz zu Hypotheken sind Grundschulden nicht akzessorisch zu einer Forderung, d. h., sie sind nicht von Bestand und Umfang der gesicherten Forderung(en) (beispielsweise Darlehen) abhängig und können für sich allein übertragen oder genutzt werden. In der Praxis wird die Grundschuld allerdings fast nur – wie die Hypothek – zur Sicherung einer Forderung bewilligt. Diese wird als Sicherungsgrundschuld bezeichnet (Legaldefinition in § 1192 Abs. 1a BGB). Aber auch die Sicherungsgrundschuld ist nicht von dem Bestand der Forderung abhängig. Grundschulden können daher – anders als Hypotheken – auch nach deren Bestellung noch für andere Forderungen als Sicherheit herangezogen werden, indem einfach der Sicherungsvertrag entsprechend erweitert wird. Das ist auch der Grund, weshalb in der Praxis Grundschulden den Hypotheken vorgezogen werden. Neben dem eigentlichen Grundschuldbetrag werden üblicherweise noch Grundschuldzinsen (dingliche Zinsen) und die Nebenleistung eingetragen. Die Grundschuldzinsen sichern höhere Forderungen mit ab, die z. B. durch Zahlungsverzug entstehen und den Grundschuldnominalbetrag übersteigen.

### Sicherungsvertrag und Rückgewähranspruch
Trotz der rechtlichen Unabhängigkeit der Grundschuld von der gesicherten Forderung als persönlichem Anspruch sind Grundschuld und gesicherte Forderung durch den Sicherungsvertrag (Zweckerklärung für Grundschulden) verbunden. Nach der Rückzahlung aller durch die Grundschuld gesicherten Forderungen entsteht aus dem Sicherungsvertrag ein Rückgewähranspruch. Der Rückgewähranspruch kann auf Rückabtretung der Grundschuld, auf Verzicht durch den Gläubiger sowie auf Löschung der Grundschuld gerichtet sein. In der Praxis wird dieser Anspruch von Kreditinstituten aber meistens auf den Anspruch auf Erteilung einer Löschungsbewilligung beschränkt. Nach einem Urteil des Bundesgerichtshofs (Az. XI ZR 244/90) dürfen die Banken dafür keine Gebühr verlangen.

### Befriedigung des Gläubigers
Maßgeblich für den Wert und die Sicherheit einer Grundschuld ist der Rang ihrer Grundbucheintragung. Der Rang eines Rechtes in Abt. II und III richtet sich in derselben Abteilung nach der Reihenfolge, im Übrigen nach dem Zeitpunkt der Eintragung. Das früher eingetragene Recht geht grundsätzlich dem später eingetragenen Recht vor.
Bei einer Zwangsversteigerung werden die Gläubiger dem Rang nach, also der Reihenfolge der Eintragungen nach, befriedigt. Daher verlangen viele Kreditinstitute zur Absicherung eines Darlehens eine Grundschuld ersten Ranges. Die Rangverhältnisse können durch Einigung und Eintragung geändert werden (sog. Rangbestimmung). Die betreffenden Erklärungen bedürfen nach § 29 GBO der notariellen Beglaubigung.

### Zwangsvollstreckungsunterwerfung wegen des dinglichen Anspruchs
Ferner ist üblich, dass der Eigentümer sich gemäß § 800 ZPO in der Weise der sofortigen Zwangsvollstreckung in das Grundstück unterwirft, dass die Zwangsvollstreckung gegen den jeweiligen Eigentümer zulässig sein soll, was allerdings auch der Eintragung ins Grundbuch bedarf. Andernfalls muss die Bank in einem Urteil rechtskräftig feststellen lassen, dass der Eigentümer des Grundstücks zur Duldung der Zwangsvollstreckung verpflichtet ist. Ein solcher Prozess wäre sehr kostenintensiv und zeitaufwendig. Somit ist die Zwangsvollstreckung in das Grundstück auch nach einem Eigentumswechsel möglich, ohne dass vorher ein Vollstreckungstitel gegen den neuen Eigentümer erwirkt werden muss.

### Persönliche Schuldübernahme und Zwangsvollstreckungsunterwerfung
In der Praxis erfolgt anlässlich der Grundschuldbestellung in der Grundschuldbestellungsurkunde üblicherweise auch eine Übernahme der persönlichen Haftung samt Unterwerfung unter die sofortige Zwangsvollstreckung in Höhe des Grundschuldbetrages und ggf. der Nebenleistungen in das gesamte Vermögen. Die persönliche Haftungsübernahme ist ein von der eigentlichen Grundschuldbestellung zu trennender Vorgang. Es handelt sich dabei um ein abstraktes Schuldversprechen und wegen der Unterwerfung unter die sofortige Zwangsvollstreckung auch um einen gesonderten Vollstreckungstitel gemäß § 794 Absatz 1 Ziffer 5 ZPO. Aus der notariellen Urkunde kann damit die Zwangsvollstreckung sowohl in den belasteten Grundbesitz als auch in das gesamte sonstige Vermögen erfolgen, ohne dass hierzu ein Urteil erforderlich ist.
Bei der Abtretung der Grundschuld geht die persönliche Vollstreckungsunterwerfung nicht automatisch mit der Grundschuld auf den neuen Gläubiger über. Vielmehr muss der selbstständige Anspruch hieraus ausdrücklich mit abgetreten werden. Eine Zwangsvollstreckungsunterwerfung in der Grundschuldurkunde muss ebenfalls in der Sicherungsvereinbarung (Sicherungsvertrag) explizit vereinbart sein, es sei denn, sie ist laut den AGB der Bank wirksam als prinzipiell zu leistende Sicherheit vorgegeben; anderenfalls ist sie nichtig.

### Haftungsverband
Im Rahmen der Grundschuld haften dem Sicherungsnehmer neben dem Grundstück die wesentlichen Bestandteile
(§ 1120 BGB), das Grundstückszubehör (§ 1120 BGB), nach § 1123 BGB die Miet- und Pachtforderungen (bei vermieteten oder verpachteten Beleihungsobjekten); nach den §§ 1127 ff. BGB haften auch Versicherungsentschädigungen, insbesondere Gebäudeversicherungen (§ 1128 BGB) und sonstige Schadensversicherungen (§ 1129 BGB). Dies kann dazu führen, dass ausnahmsweise auch bewegliche Sachen (oder Tiere) mit einer Grundschuld belastet sein können.

## Besondere Formen der Grundschuld

### Gesamtgrundschuld
Von einer Gesamtgrundschuld spricht man, wenn dieselbe Grundschuld auf mehreren Grundstücken lastet, die nicht demselben Eigentümer gehören müssen. Die Gesamtgrundschuld ist gesetzlich nicht geregelt, wohl aber die Gesamthypothek (§ 1132 BGB), deren Voraussetzungen auf die Gesamtgrundschuld angewandt werden dürfen (§ 1192 BGB). Nach der Regelung in § 1132 Abs. 1 BGB sind die Vorschriften der Gesamtschuld anwendbar, denn jedes einzelne Grundstück haftet für die ganze Forderung. Die Belastung jedes Grundstücks steht damit unter der auflösenden Bedingung, dass der Gläubiger aus einem anderen mit haftenden Grundstück befriedigt wird. Der Gläubiger kann wählen, aus welchem der Grundstücke er seine Befriedigung verlangt, er kann aber auch alle belasteten Grundstücke gleichzeitig in Anspruch nehmen. Wird der Gläubiger aus einem oder mehreren Grundstücken befriedigt, so werden die anderen Grundstücke haftungsfrei (§ 1181 Abs. 2 BGB). Zahlt ein Grundstückseigentümer auf die Grundschuld zur Befriedigung des Gläubigers (hierzu zählt auch die Erlösverteilung in der Zwangsversteigerung) und hat er einen Ersatzanspruch gegen die Eigentümer der anderen belasteten Grundstücke, dann erwirbt er in Höhe seines Ersatzanspruchs die Grundschulden auf den anderen Grundstücken. Die Gesamtgrundschuld entsteht wie die Einzelgrundschuld; sie wird erst als Gesamtrecht wirksam, wenn sie am letzten mit haftenden Grundstück eingetragen ist. Aus jeder Eintragung ist sie als Gesamtgrundschuld durch einen Gesamthaftvermerk erkennbar („Mithaft besteht in den Grundbüchern...“).
Eine Gesamtgrundschuld ist wirtschaftlich zweckmäßig, wenn mehrere Grundstücke eine wirtschaftliche Einheit bilden, beispielsweise wenn mehrere Grundstücke in ihrer Gesamtheit einen landwirtschaftlichen Betrieb bilden. Der Gläubiger kann gleichzeitig die Zwangsversteigerung aller Grundstücke aus derselben Grundschuld beantragen und durch Verfahrensverbindung im Versteigerungsverfahren (Gesamtausgebot) erreichen, dass ein Erwerber alle belasteten Grundstücke gleichzeitig erwirbt, also in den Genuss der wirtschaftlichen Einheit kommt. Der Gläubiger erhofft sich hierdurch einen höheren Erlös als bei der Zerschlagung der wirtschaftlichen Einheit.
Eine Gesamtgrundschuld entsteht auch bei der Umwandlung eines belasteten bebauten Grundstücks in Wohnungseigentum oder Teileigentum. In diesem Fall wird das ursprüngliche Grundbuchblatt geschlossen und die ursprüngliche Grundschuld wird, ohne dass sie in irgendeiner Weise verteilt wird, in jeweils voller Höhe zur Gesamthaft auf allen neuen Wohnungs- bzw. Teileigentumsgrundbuchblättern eingetragen.

### Eigentümergrundschuld
Eine Eigentümergrundschuld ist nach deutschem Sachenrecht eine Grundschuld, die auf den Namen des Grundstückseigentümers in das Grundbuch eingetragen ist. Dies ist möglich, da einer Grundschuld nicht zwangsläufig eine persönliche Forderung gegenüberstehen muss (Merksatz: „Eine Grundschuld hat keinen Schuldgrund“), wie es etwa bei der Hypothek der Fall ist.
Ziel der Eintragung einer Eigentümergrundschuld kann es zum Beispiel sein, sich eine höhere Rangstelle für eine spätere Kreditaufnahme zu sichern. Insbesondere bei einer Eigentümer-Briefgrundschuld steht ein schnelles Sicherungsmittel zur Verfügung. Aber auch durch Schenkung oder Erbschaft von dem ursprünglichen Kreditgeber kann eine Eigentümergrundschuld entstehen.
Eine Eigentümergrundschuld entsteht auch kraft Gesetzes, wenn bei einer Hypothek die gesicherte Forderung ganz oder teilweise erloschen ist, beispielsweise durch Kredittilgung (§ 1164, § 1177 BGB). Die „freien Teile“ der Hypothek wandeln sich dann automatisch in eine (verdeckte) Eigentümergrundschuld um. Dies ist aus dem Grundbuch in der Regel nicht ersichtlich.
Bestehen außer einer Eigentümergrundschuld noch gleichrangige oder nachrangige Grundpfandrechte Dritter am Grundstück, so können die Inhaber dieser Grundpfandrechte den gesetzlichen Löschungsanspruch aus § 1179a BGB gegen den Eigentümer geltend machen. Der Eigentümer hat dann seine Eigentümergrundschuld zu löschen. Sinn und Zweck dieses seit dem 1. Januar 1978 eingeführten Löschungsanspruches ist es, ein Aufrücken gleichrangiger oder nachrangiger Grundpfandrechte zu ermöglichen. Dieser Löschungsanspruch kann vertraglich ausgeschlossen werden; dies bedarf aber der Eintragung ins Grundbuch.

## Löschungsbewilligung nach Darlehensrückzahlung
Im Gegensatz zur Hypothek bleibt eine Grundschuld auch nach der Erfüllung der abgesicherten Schuld grundsätzlich bestehen. Nach Rückzahlung des Darlehens, für dessen Sicherung die Grundschuld ins Grundbuch eingetragen wurde, hat der Sicherungsgeber jedoch regelmäßig einen Anspruch auf Löschung oder Übertragung der Grundschuld. Diese Löschung oder Übertragung ist eine Nebenpflicht des Kreditvertrages. Hierfür darf die Bank keine gesonderten Bankgebühren erheben.
Der Schuldner kann, mit Zustimmung des Grundschuldgläubigers, die Grundschuld (für ein künftiges Darlehen) bestehen lassen. Stimmt der Grundschuldgläubiger dem nicht zu, kann er Löschungsbewilligung erteilen und damit (unabhängig von einer Eintragung im Grundbuch) seiner kreditvertraglichen Nebenpflicht entsprechen.
Der Schuldner kann frei entscheiden, ob er eine Löschungsbewilligung oder eine Übertragung der Grundschuld bei Darlehenserledigung fordert. Er kann die Grundschuld auch auf sich selbst übertragen lassen, womit eine Eigentümergrundschuld entsteht. Durch die Rückzahlung wandelt sich die Sicherungsgrundschuld nur dann automatisch in eine Eigentümergrundschuld um, wenn (auch) auf die Grundschuld und nicht nur auf die gesicherte Forderung gezahlt wird (in der Regel schließen Banken eine Tilgung der Grundschuld aber aus, um sich die Grundschuld zur Sicherung künftiger Forderungen zu bewahren).
Die Löschungsbewilligung kann, nachdem sie notariell beglaubigt wird, vom Eigentümer dazu verwendet werden, beim Grundbuchamt die Löschung der Grundschuld zu beantragen.
Der Kreditgeber kann auch beim Fortbestehen einer Restschuld auf die Sicherheit verzichten und eine Löschungsbewilligung erteilen.

## Abgrenzung zur Hypothek
Im Unterschied zur Hypothek ist die Grundschuld abstrakt, genauer nicht-akzessorisch. Das bedeutet, dass die im Grundbuch eingetragene Grundschuldsumme unabhängig von der hiermit abgesicherten Kreditsumme besteht.
Beispiel: Der Kreditnehmer vereinbart mit dem Kreditgeber einen so genannten Sicherungsvertrag, wonach die zu bestellende Grundschuld über 150.000 € zur Sicherung eines Darlehens über 150.000 € dient. Benötigt der Kreditnehmer jedoch lediglich 140.000 €, so hätte der Kreditgeber in einer Zwangsversteigerung das dingliche Recht, 150.000 € als Versteigerungserlös zu verlangen. Diese Diskrepanz entsteht auch bei späterer Tilgung, weil der Restkredit immer geringer wird, aber der Grundschuldbetrag von 150.000 € unverändert eingetragen ist. Das Grundbuchrecht löst diese Diskrepanz auf, indem es dem Kreditnehmer (oder Sicherungsgeber) in Höhe des nicht durch Kredit ausgenutzten Grundschuldbetrages eine Eigentümergrundschuld zubilligt. Ist mithin das Darlehen komplett zurückgezahlt, so ist die Grundschuld zur kompletten Eigentümergrundschuld geworden. Der Kreditnehmer oder Sicherungsgeber hat das Recht, diese Eigentümergrundschuld als Kreditsicherheit für neue Kredite zu verwenden, indem er einen neuen Sicherungsvertrag vereinbart. Durch diese Flexibilität der Grundschuld ist sie gegenüber der Hypothek bei Kreditgebern favorisiert und besitzt bei den Grundpfandrechten den größten Anteil (derzeit rund 80 %). Hypotheken werden nur noch von öffentlichen Stellen (z. B. der WfA – Wohnungsbauförderungsanstalt Nordrhein-Westfalen) zur Absicherung von staatlichen Darlehen verwendet.

## Risikobegrenzungsgesetz

### Erwerb der Grundschuld
Im Jahr 2007 wurde in den Medien berichtet, dass Grundschulden angeblich missbraucht würden. Da der Sicherungsvertrag bei einer Abtretung (Verkauf) der Grundschuld nicht automatisch auf den neuen Gläubiger übergeht, kann dieser die Grundschuld theoretisch in voller Höhe vollstrecken, wenn ihm der ursprüngliche Sicherungsgrund nicht bekannt ist. Als Gegenmaßnahme des Schuldners wird lediglich eine Schadensersatzklage gegen den ehemaligen Gläubiger, der die Forderung verkauft hat, ohne für eine rechtsgültige Übertragung des Sicherungsvertrages zu sorgen, angesehen.
Der Käufer von grundpfandrechtlich besicherten Forderungen bekommt im Rahmen einer Due Diligence zumeist Kenntnis von den Sicherungszweckerklärungen und kann daher nicht unabhängig von der Darlehensrestschuld aus dem Grundpfandrecht vollstrecken lassen. Der Darlehensnehmer hätte in diesem Fall das Rechtsmittel der Vollstreckungsgegenklage nach § 767 ZPO.
Im Rahmen des Risikobegrenzungsgesetzes wurde 2008 gesetzlich festgeschrieben, dass es keinen gutgläubigen einredefreien Erwerb der Sicherungsgrundschuld geben kann. Wird der Kredit verkauft, kann der Darlehensnehmer dem neuen Gläubiger diese Sicherungsabrede entgegenhalten. Ein bisher – mangels Kenntnis der Sicherungsabrede – nach § 1157 S. 2 BGB dennoch möglicher gutgläubiger einredefreier Erwerb der Sicherungsgrundschuld wird durch die neue Regelung nach § 1192 Abs. 1a BGB ausgeschlossen.

### Kündigung des Grundschuldkapitals
Das Kapital einer Grundschuld muss gem. § 1193 Abs. 1 S. 1, 3 BGB mit einer sechsmonatigen Frist gekündigt werden, bevor die Zwangsvollstreckung aus ihr betrieben werden kann.
Eine hiervon abweichende vertragliche Vereinbarung ist aufgrund des Risikobegrenzungsgesetzes durch § 1193 Abs. 2 S. 2 BGB ausgeschlossen, wenn die Grundschuld der Sicherung einer Geldforderung dient. Das Gleiche gilt auch für die Zwangsverwaltung eines Grundstücks.

## Bankenaufsichtsrechtliche Anerkennung
Grundschulden kommen überwiegend als Kreditsicherheit bei Kreditinstituten vor, wobei als Beleihungsobjekt Wohn- oder Gewerbeimmobilien in Frage kommen und der Beleihungswert der Immobilien im Vordergrund steht. Nach § 18a Abs. 4 KWG sind Kreditinstitute verpflichtet, bei Immobilien-Verbraucherdarlehensverträgen eine besonders vorgeschriebene Kreditwürdigkeitsprüfung vorzunehmen, bei der auch Schuldenkennzahlen wie der Schuldendienstdeckungsgrad zu berücksichtigen sind.

### Allgemeines
Kreditsicherheiten gelten seit Januar 2014 bankenaufsichtsrechtlich als Kreditrisikominderungstechniken. Werden Kreditsicherheiten durch die in allen EU-Mitgliedstaaten geltende Kapitaladäquanzverordnung (englische Abkürzung CRR) als Kreditrisikominderungstechniken anerkannt, führen sie bei Kreditinstituten zu einer verglichen mit Blankokrediten geringeren Unterlegung durch Eigenkapital. Das hat zur Folge, dass besicherte Kredite mit einem günstigeren Kreditzins gewährt werden können.
Grundschulden gehören zu den Kreditrisikominderungstechniken „mit Sicherheitsleistung“ (Realsicherheiten; Art. 4 Abs. 1 Nr. 58 CRR). Art. 194 CRR stellt Grundsätze für die aufsichtsrechtliche Anerkennung von Kreditrisikominderungstechniken auf, wonach Kreditsicherheiten insbesondere in allen Rechtsordnungen rechtswirksam (englisch valid) und durchsetzbar (englisch enforceable) sein müssen, ausreichend liquide, im Zeitablauf wertstabil und bei einem Kreditereignis zeitnah verwertbar sein müssen. Die positive Korrelation zwischen den Sicherheiten und der Kreditnehmerbonität darf nicht sehr hoch sein (Art. 194 Abs. 4 CRR). Ein etwaiges Rechtsrisiko ist im Zweifel durch Rechtsgutachten auszuschließen.

### Grundschulden
Grundschulden gelten als Grundpfandrechte, die nach Art. 125 Abs. 1a CRR ein Risikogewicht von 35 % des Buchwerts erhalten, wenn sie als Wohnimmobilien von Eigentümer selbst genutzt oder vermietet sind, der Beleihungswert der Immobilie nicht wesentlich von der Bonität des Kreditnehmers und das Risiko des Kreditnehmers nicht wesentlich von der Immobilie abhängt (Art. 125 Abs. 2a und 2b CRR). In der seit Januar 2014 geltenden Solvabilitätsverordnung (SolvV) wird klargestellt, welchen Anforderungen ein für die Zwecke der Kapitaladäquanzverordnung berücksichtigungsfähiger Beleihungswert genügen muss. Diese Anforderungen sind in § 22 SolvV abschließend aufgezählt. Danach muss der Beleihungswert
- nach § 16 Abs. 2 Satz 1 bis 3 PfandBG in Verbindung mit der Beleihungswertermittlungsverordnung ermittelt worden sein oder
- nach § 7 Abs. 7 Gesetz über Bausparkassen unter Beachtung einer von der BaFin genehmigten Bestimmung nach § 5 Abs. 2 Nr. 3 Gesetz über Bausparkassen ermittelt worden sein oder
- sich auf eine Immobilie in einem anderen Staat des Europäischen Wirtschaftsraums beziehen und auf Grundlage von in diesem Staat gültigen strengen Vorgaben in Rechts- oder Verwaltungsvorschriften ermittelt worden sein, die die BaFin als mit der Beleihungswertermittlungsverordnung gleichwertig anerkannt hat oder
- ein anders ermittelter nachhaltig erzielbarer Wert sein, der den Anforderungen des § 16 Abs. 2 Satz 1 bis 3 PfandBG genügt.

§ 21 Abs. 3 Nr. 1 KWG verweist ebenfalls auf das nunmehr geltende PfandBG.
Die Beleihungsgrenze darf nach Art. 125 Abs. 2d CRR 80 % des Beleihungswerts oder Marktwerts nicht überschreiten. Für Gewerbeimmobilien gilt nach Art. 126 Abs. 1a CRR ein Risikogewicht von 50 % des Marktwerts (oder 60 % des Beleihungswerts) mit den gleichen Korrelationsanforderungen wie bei Wohnimmobilien. Dabei muss nach Art. 126 Abs. 2b CRR die Rückzahlung von der Fähigkeit des Kreditnehmers abhängen, den Kredit im Wesentlichen auch aus anderen Finanzierungsquellen als der Objekt-, Spezial- oder Projektfinanzierung zurückzahlen zu können. Bei einem Ausfall wird beiden Risikopositionen ein Risikogewicht von 100 % zugewiesen (Art. 127 Abs. 3 und 4 CRR). Für alle den Beleihungswert übersteigenden Kredite ist nach Art. 124 Abs. 1 CRR das Risikogewicht für Blankokredite zugrunde zu legen. Außerdem sind angemessene Schadensversicherungen (Art. 208 Abs. 5 CRR) für die Immobilie erforderlich; ein unabhängiger Sachverständiger hat eine Sicherheitenbewertung anzufertigen (Art. 229 Abs. 1 CRR) und eine regelmäßig stattfindende Überwachung durch den Kreditgeber (jährlich bei Gewerbeimmobilien, alle drei Jahre bei Wohnimmobilien) ist erforderlich (Art. 208 CRR).

## International
Grundpfandrechte wie die deutsche Grundschuld kennen nur wenige Staaten. In der Schweiz ist der Schuldbrief nach Art. 842 ff. ZGB (Zivilgesetzbuch) ein mit der Grundschuld vergleichbares Rechtsinstitut. Er ist infolge seiner Ausgestaltung als Wertpapier noch fungibler. Österreich kennt gemäß § 448 ABGB lediglich die Hypothek. In Frankreich ist die „wieder auffüllbare Hypothek“ (französisch hypothèque rechargeable) gemäß Art. 2422 Abs. 1 Code civil (CC) vorgesehen, die auch zur Sicherung anderer als bei der ursprünglichen Bestellung vorgesehener Forderungen verwendet werden kann. Zu diesem Zweck ist eine Wiederauffüllungsklausel (französisch clause de rechargement) zu vereinbaren. Das englische Recht kennt neben der hypothekenähnlichen Mortgage die abstrakte Grundbelastung (englisch land charge oder englisch land-debt), die nicht im Grundbuch (englisch land register) eintragbar sind. In Finnland überwiegt die Grundschuld, sie ist auch in Irland bekannt.